# Mediostoma vitynae
Mediostoma vitynae is een hooiwagen uit de familie aardhooiwagens (Nemastomatidae).
Een beschrijving van de soort werd voor het eerst geldig gepubliceerd in 1928 door Carl Friedrich Roewer. De originele naamcombinatie (protoniem) was Nemastoma vitynae Roewer, 1928. Een volgende naamrecombinatie werd gepubliceerd als Mediostoma vitynae (Roewer, 1928) in Gruber 1976.